# Microcharon orphei
Microcharon orphei is een pissebed uit de familie Lepidocharontidae. De wetenschappelijke naam van de soort is voor het eerst geldig gepubliceerd in 1977 door Cvetkov.